# 世界のウチナーンチュの日
世界のウチナーンチュの日（せかいのウチナーンチュのひ）は、沖縄県の記念日で、毎年10月30日。2016年10月30日、第6回世界のウチナーンチュ大会閉会式にて、当時の沖縄県知事翁長雄志より制定することが宣言された。

## 概要
沖縄からの海外移民は、1899年のハワイに上陸した26人から始まった。戦争が激化する1938年までに、ペルー、ブラジル、フィリピンへ移民が。この頃、ソテツ地獄に代表される、経済困難が沖縄で起きたが、その度に海外に移民した県系人からの経済援助が行われた。例えば、1929年の世界恐慌時には、海外から沖縄への送金額が県歳入額の66.4%にのぼった。
第二次世界大戦後は、琉球政府の移民推奨政策により、1948年にアルゼンチンへの移民、ボリビアへの移民（オキナワ移住地）、ブラジルへの移民が行われた。2018年現在、約41万人の沖縄県系人が生活している。
1990年、沖縄県知事であった西銘順治のときに、第1回世界のウチナーンチュ大会が開催された。以後、ほぼ5年ごとに世界のウチナーンチュ大会が開催され、海外に暮らす沖縄県系人が集まるイベントとして定着した。沖縄県は、海外の沖縄県系人によるウチナーネットワークを継承し、発展させていきたいという願いを込め、第6回世界のウチナーンチュ大会閉会式の日を「世界のウチナーンチュの日」として制定した。
沖縄県や県内の市町村では、世界のウチナーンチュの日に様々なイベントを開催している。